# 時空警察ヴェッカーサイト
『時空警察ヴェッカーサイト』（じくうけいさつヴェッカーサイト）は、日本の舞台作品。2011年2月24日から2月27日まで、東京都渋谷区の渋谷区文化総合センター大和田・伝承ホールで上演された。テレビドラマや映画などのメディアミックスによるSF作品群「時空警察ヴェッカーシリーズ」の第6弾であり、シリーズ誕生10周年記念として製作された、シリーズ初の舞台作品である。

## 概要
従来シリーズの主役陣である時空刑事・ヴェッカーとともに、『時空警察ハイペリオン』で登場したもう一つの時空警察「ペンデル」が主役であり、ヴェッカーを女子チーム、ペンデルを男子チームとして位置付けることで、シリーズとしては初めての試みである男子チーム結成が行われている。タイトルの「サイト」の英字表記はSpace-time-Inpection Group Hyperion Tacticsの略称「SIGHT」であり、Spece-time-Inpection Group(SIG)はシリーズ第3作『時空警察ヴェッカーシグナ』以降における時空警察の名称である。
作品のテーマとしては、時間を超える能力の持ち主のみが背負わなければならない責任や宿命というシリーズ共通のテーマに加え、本作品最大のテーマとして「愛」が挙げられている。作中で主人公陣や敵側キャラクターのそれぞれの愛が語られ、それを通じて1人1人違う愛があるということと、正義とは何か、愛とは何かという問いを視聴者に投げかけるのが、本作品の狙いとされる。キャスティングの発表後は、人気アイドルグループ・AKB48の仲谷明香と田名部生来の出演が話題となった。
公演に先駆けて2011年1月18日から1月24日にかけては、公演記念として渋谷センター街のiPRESS CAFEとのコラボレーションによる「ヴェッカーサイトカフェ」がオープン。公演後の2011年8月には、同年2月27日の上演分を中心に収録したDVDが発売された。

## あらすじ
時は18世紀、1789年のフランス・パリ市内。時空警察に下った最大級の歴史改変警報を受け、チーム・ヴェッカーとチーム・ペンデルの時空刑事たちが集結した。人類史上最大の事件の一つとされるフランス革命を、何者かが妨害しようとしていたのだ。その裏には時空警察と並ぶ上位組織、時空整備公団ジグラットの暗躍があった。時空犯罪の黒幕を捕えて時間と歴史を守るために奔走する若き時空刑事たち。それぞれの正義と愛を賭けた戦いが始まる。

## 登場人物
時空刑事セレネ：花原あんり
一定の時代に駐在しない広域捜査官的存在の時空警察、チーム・ヴェッカーのリーダー。かつての本シリーズの主人公の1人・時空特捜サリーを教官に持つ。時に独走してしまうほど思い込みの激しい性格。
時空刑事ヘカテ：南場映里
チーム・ヴェッカーの一員。任務に忠実なクールビューティー。銃の名手でもある。
時空刑事ディアナ：仲谷明香（AKB48）
チーム・ヴェッカーの一員。チームのアイドル的存在だが、フランス革命の成立後にはさらに多くの惨劇が起こるとして、時空警察の任務に矛盾を感じている。
時空刑事アルテミス：鮎川穂乃果
チーム・ヴェッカーのサポート用アンドロイド。
時空刑事シン：山沖勇輝。
歴史上の重要な各拠点に長期滞在する時空警察、チーム・ペンデルのリーダー。ヒーローに憧れるお調子者。メンバーを引っ張るというよりは、一同の盛り上げ役にあたる。
時空刑事カグラ：磯貝龍虎。
チーム・ペンデルの一員。17世紀の日本の守護担当。万年堅物大王と呼ばれるほどの堅気で、女性や恋愛には見向きもしない。佐々木小次郎を尊敬している。
時空刑事ホルス：八戸亮。
チーム・ペンデルの一員。古代エジプトの守護を担当。一見すると軽い性格だが、チーム一のベテランでもある。
時空刑事ラファエル：紅葉美緒。
チーム・ペンデルの最年少。チームの頭脳であり、異例の飛び級で史上最年少で時空刑事となった。
時空査察官ザンビール / ハンス・アクセル・フォン・フェルゼン：中村太一
本作品における時空犯罪の黒幕。漫画『ベルサイユのばら』でも知られるスウェーデン貴族だが、その正体は時空整備公団ジグラットの上級職員。資金と技術の投入により歴史の流れを正す役目を持つジグラットの超エリートでありながら、マリアを愛するがためにフランス革命の妨害を企む。
時空査察官ウル：大山貴世
ジグラットの一員。自称、『ベルサイユのばら』におけるオスカル役。ザンビールに愛を貫き、マリアを守る彼に複雑な思いを抱いている。
時空査察官バルデューク：森川和真
ジグラットの一員。性別不明の謎の人物。
傭兵隊長カッシュ：岩田栄慶（キャスタッフ）
ジグラットに雇われた傭兵。どの時代の人間かも不明で、自分の腕だけを頼りに世の中を渡っている。
ベラ：黒崎えりか
カッシュとともに活動する女エージェント。
マリア：高口幸子
後のマリー・アントワネット。歴史上の最重要人物の1人とされる。なお演じる高口幸子はオープニング・ナレーションも兼任。
ミク：田名部生来（AKB48）
セレネの研修時代の親友だが、実は未来の世界から過去へやって来た少女。不治の病の子供たちを未来の医学で治療しようとするが、この行為は時空警察では時空犯罪にあたり、セレネに苦悩をもたらす。
時空刑事レナリー：しほの涼
時空警察のヒーロー・時空刑事オリオンとともに歴史の中を戦い抜いた時空刑事。時空警察本部の指令により、本事件への援軍として派遣される。

## スタッフ
- 原作・演出：畑澤和也[2]
- プロデューサー：川田理[10]
- 脚本：兵頭一歩[10]
- 舞台監督：澤麗奈・櫻岡史行（アーティザン）[10]
- 演出補：柳沼宏[10]
- 舞台美術：南雅之（セントラルサービス）[10]
- 特殊効果：國米修市[10]
- 照明：中山仁（アートプラス）[10]
- 音響：岡安智章（エディスグローヴ）[10]
- アクション指導：岩田栄慶（キャスタッフ）[10]
- 制作補佐：野尻輝将[10]
- 制作統括：井手小百合[10]
- 制作総指揮：原田努務[10]
- 企画製作：株式会社ダブルフォックス[10]

## 主題歌
- 「History & I」（歌・作詞: Mint、作・編曲: Overhead Champion）